# Episodi di Birdgirl
Elenco degli episodi della serie televisiva animata Birdgirl.
La prima stagione, composta da 6 episodi, è stata trasmessa negli Stati Uniti, da Adult Swim, dal 5 aprile al 10 maggio 2021. La seconda stagione, composta da 6 episodi, è stata trasmessa dal 19 giugno al 17 luglio 2022.
| nº               | Titolo originale       | Prima TV USA   |
| Prima stagione   | Prima stagione         | Prima stagione |
| ---------------- | ---------------------- | -------------- |
| 1                | Pilot                  | 5 aprile 2021  |
| 2                | ShareBear              | 12 aprile 2021 |
| 3                | Thirdgirl              | 19 aprile 2021 |
| 4                | We Have the Internet   | 26 aprile 2021 |
| 5                | Topple the Popple      | 3 maggio 2021  |
| 6                | Baltimo                | 10 maggio 2021 |
| Seconda stagione |                        |                |
| 1                | The Wanky              | 19 giugno 2022 |
| 2                | The Rejuvication       | 20 giugno 2022 |
| 3                | Fli on Your Own Supply | 26 giugno 2022 |
| 4                | Shoot from the Foop    | 3 luglio 2022  |
| 5                | With a K               | 10 luglio 2022 |
| 6                | The S.I.M.M.           | 17 luglio 2022 |

## Pilot
- Diretto da: Richard Ferguson-Hull
- Scritto da: Michael Ouweleen e Erik Richter

### Trama
Mentre combatte il crimine nei panni di Birdgirl, Judy viene a sapere che suo padre Phil Ken Sebben è deceduto. A causa della mancanza di un piano di successione, Dog with Bucket Hat e un imitatore di Phil Ken Sebben nominano Birdgirl come successore di suo padre. Sentendo che Judy non ha superato la morte di Phil, Meredith the Mind Taker cerca di aiutarla. Nel frattempo, Brian O'Brien lavora per migliorare una toilette speciale in grado di convertire gli escrementi in fertilizzante.
- Ascolti USA: telespettatori 429.000 – rating/share 18-49 anni.[3]

## ShareBear
- Diretto da: Richard Ferguson-Hull
- Scritto da: Anca Vlasan

### Trama
Judy inizia a trovare un equilibrio tra combattere il crimine sotto le spoglie di Birdgirl e la sua nuova posizione come amministratore delegato della Sebben & Sebben. Tuttavia, i nuovi orsacchiotti terapeutici dell'azienda impazziscono e minacciano di svelare tutti i segreti più importanti della Sebben & Sebben. Judy cerca quindi di farsi aiutare da Meredith the Mind Taker per risolvere il problema e impedire che la Sebben & Sebben faccia scandalo e cattiva stampa.
- Ascolti USA: telespettatori 351.000 – rating/share 18-49 anni.[4]

## Thirdgirl
- Diretto da: Richard Ferguson-Hull
- Scritto da: Ele Woods e Jessica Haymond

### Trama
La Sebben & Sebben sta passando problemi finanziari che lasciano Judy nel disperato bisogno di pareggiare i conti senza che girino voci al riguardo. Questa crisi finanziaria si riversa su Gillian, l'assistente di Judy, quando i suoi valori vengono messi in discussione e viene proposta una seconda assistente per Judy.
- Ascolti USA: telespettatori 333.000 – rating/share 18-49 anni.[5]

## We Have the Internet
- Diretto da: Richard Ferguson-Hull
- Scritto da: Jonterri Gadson

### Trama
Judy porta la Sebben & Sebben ad includere il tanto atteso accesso a Internet sul posto di lavoro. Quando l'edificio stesso sembra ribellarsi ai cambiamenti in atto, Judy e molti dei migliori dipendenti della società lottano per sopravvivere contro le azioni sempre più irregolari e pericolose della Sebben & Sebben. Nel frattempo, Meredith ha una storia d'amore segreta con il suo collega di lavoro, Brian.
- Ascolti USA: telespettatori 306.000 – rating/share 18-49 anni.[6]

## Topple the Popple
- Diretto da: Richard Ferguson-Hull
- Scritto da: Lorraine DeGraffenreidt

### Trama
Judy aggiorna una classica lattina di soda della sua azienda, tuttavia i fan vogliono distruggerla.
- Ascolti USA: telespettatori 340.000 – rating/share 18-49 anni.[7]

## Baltimo
- Diretto da: Richard Ferguson-Hull
- Scritto da: Michael Ouweleen e Erik Richter

### Trama
Judy scopre che un prodotto inventato da suo padre sta creando molti problemi.
- Ascolti USA: telespettatori 333.000 – rating/share 18-49 anni.[8]

## The Wanky
- Diretto da: Richard Ferguson-Hull
- Scritto da: Rowan Wheeler

### Trama
Judy ritrova il suo amato giocattolo d'infanzia, tuttavia il suo vero scopo fa luce su una parte importante della sua vita, che è stata trascurata per troppo tempo.

## The Rejuvication
- Diretto da: Richard Ferguson-Hull
- Scritto da: Sonia Denis

### Trama
Gillian si ritrova molto stressata dopo che le sono state affidate inaspettatamente delle responsabilità. L'assenza di Judy e Meredith dall'ufficio mette Gillian nell'orbita di Charley per un compito specifico che la mette alla prova in diversi modi.